# 一乗院 (川越市)
一乗院（いちじょういん）は、埼玉県川越市にある天台宗の寺院。

## 歴史
1296年（永仁4年）、尊海によって開山された。尊海は同市の喜多院や桶川市の泉福寺の住職をしていた僧侶である。
当院の本尊は阿弥陀如来である。長野県長野市の善光寺にある善光寺式阿弥陀三尊を模したもので、後深草天皇の命により鋳造された48体の像の一つであるという。住職一代につき1回のみの開帳が許される秘仏である。

## 交通アクセス
- 路線バス鴨田停留所より徒歩1分。